# X Japan Singles: Atlantic Years
Az X Japan Singles: Atlantic Years az X Japan japán heavymetal-együttes válogatásalbuma, mely 1997. december 25-én jelent meg az Atlantic Records kiadásában. A lemez 14. helyezett volt az Oricon slágerlistáján. A lemezen az Atlantic Records kiadásában megjelent kislemezek dalai találhatók.

## Számlista
1. Tears
2. Tears (Classical Version)
3. Rusty Nail
4. Longing: Togireta melody
5. Dahlia
6. Tears (Live)
7. Forever Love
8. Crucify My Love
9. Week End (Live)
10. Scars
11. White Poem (M.T.A. Mix)